# Milburn G. Apt
Milburn Grant "Mel" Apt(9 de abril de 1924 - 27 de septiembre de 1956) fue un piloto de pruebas de la Fuerza Aérea de los EE. UU. y el primer hombre en alcanzar velocidades superiores a Mach 3. Murió después de separarse del Bell X-2 en su cápsula de escape durante el vuelo récord que superó Mach 3. Poco después, el secretario de la Fuerza Aérea, Donald A. Quarles, elogió a Apt y dijo "volar más rápido de lo que se sabe que vuela cualquier ser humano".

## Carrera como piloto
Apt nació el 9 de abril de 1924 en Buffalo, Kansas. Se graduó de Buffalo High School en 1942. Se unió inmediatamente a las Fuerzas Aéreas del Ejército de los EE. UU. donde fue enviado a la escuela de vuelo en febrero de 1944. Sirvió en el Comando de Defensa del Caribe hasta junio de 1946. En 1951 recibió una licenciatura en Ciencias de la Universidad de Kansas, así como una licenciatura en Ingeniería Aeronáutica del Instituto de Tecnología de la Fuerza Aérea de Estados Unidos. Se graduó de la Escuela de Pilotos de Pruebas de Vuelo Experimental de la Base Aérea Edwards (Clase 54B) en septiembre de 1954.

## Piloto de pruebas
Antes de marcar el récord mundial con el X-2, Apt voló aviones de caza para otros vuelos de prueba. La revista estadounidense LIFE informó sobre un incidente ocurrido el 22 de diciembre de 1954, en el que Apt rescató al capitán Richard J. Harrer de un avión Lockheed F-94 Starfire.  El avión de Harrer se había estrellado y estaba en llamas. Apt logró sacar a Harrer de los escombros y por su heroísmo fue galardonado con la Medalla del Soldado (Soldier´s Medal, en inglés).

### El vuelo récord del X-2
El avión X-2, inicialmente un proyecto de la Fuerza Aérea de Estados Unidos, estaba previsto que fuera transferido al Comité Asesor Nacional de Aeronáutica (N.A.C.A.) civil para investigación científica. La Fuerza Aérea retrasó la entrega del avión a la N.A.C.A. con la esperanza de alcanzar la velocidad Mach 3. 
Entonces, el servicio solicitó y recibió una extensión de dos meses para calificar a otro piloto de pruebas de la Fuerza Aérea, en este caso Apt en el X-2, e intentar superar Mach 3.
El 27 de septiembre de 1956, Apt realizó su primer y único vuelo X-2. El X-2 propulsado por cohetes fue lanzado desde un bombardero B-50 sobre el desierto de Mojave en California en su decimotercer vuelo propulsado. Apt lo pilotó hasta alcanzar una velocidad récord de 3377 km (2098,4 mi) por hora, o Mach 3,196 a 19 977 m (65 541,3 pies). La posterior pérdida de control debido al acoplamiento por inercia provocó el accidente fatal del avión. 

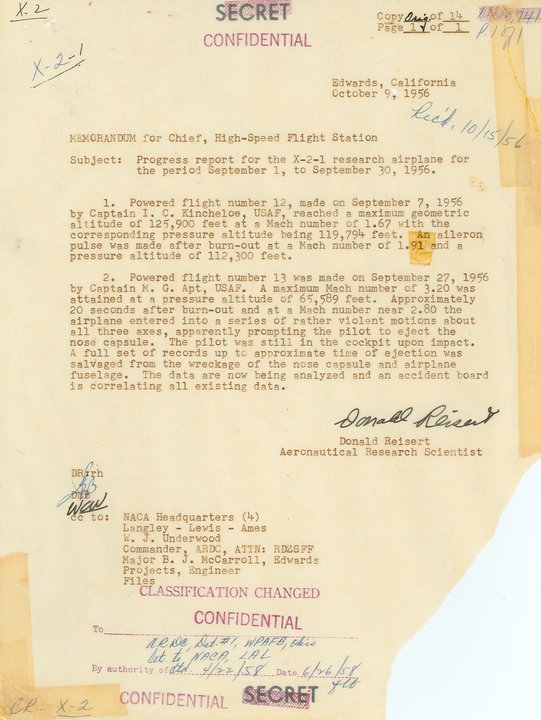
Informe de la N.A.C.A. sobre los vuelos 12 y 13 del X-2-1

En el período previo a su primer vuelo en avión cohete, Apt recibió varias sesiones informativas en tierra y en prácticas en un simulador. Su entrenamiento le había indicado dificultades de control en vuelos a alta velocidad y posibles técnicas para manejarlas. Se lanzó desde el B-50, superando rápidamente a los aviones de persecución F-100. A gran altura, se inclinó y aceleró rápidamente. A 19 977 m (65 541,3 pies), el X-2 alcanzó Mach 3.196, convirtiendo a Apt en el primer hombre en volar a más de tres veces la velocidad del sonido. Cuando se apagó el cohete, Apt se encontró más lejos de lo previsto. El perfil de vuelo planificado preveía reducir la velocidad a Mach 2,4 antes de regresar a la base. El tiempo adicional para reducir la velocidad antes de girar puede haberlo situado más allá del rango de planeo seguro de su pista de aterrizaje.
Todavía por encima de Mach 3, se volvió hacia la Base Edwards. El X-2 inició una serie de giros divergentes y cayó fuera de control. Apt intentó recuperar el control de la aeronave. Al no poder hacerlo, separó la cápsula de escape. El paracaídas de frenado de la cápsula se abrió, pero no el paracaídas más grande. Demasiado tarde, Apt intentó saltar y murió cuando la cápsula impactó en el campo de bombardeo de Edwards. Según informó el periódico The New York Times sobre esto, el teniente. El coronel Frank K. Everest, un experimentado piloto del X-2, había criticado la -relativamente nueva- cabina desmontable: "El coronel Everest dijo a los periodistas en Buffalo que un piloto que utilizara el dispositivo desmontable sería arrojado contra el panel de instrumentos con una fuerza tremenda cuando el paracaídas lo rompiera. Dijo que se había sacrificado cierta seguridad en lugar de retrasar las pruebas de vuelo del X-2 mientras se modificaba el mecanismo de escape".
El resto del X-2 se estrelló sin tripulación a cinco millas de distancia. 
El 21 de marzo de 1957, Apt recibió póstumamente la Cruz de Vuelo Distinguido, medalla que se otorga a quienes se han distinguido "por su valor, heroísmo o logros extraordinarios". Posteriormente, a los futuros pilotos del X-15 se les mostró la película a bordo del accidente fatal de Apt, tomada por una cámara montada detrás de él en la cabina.

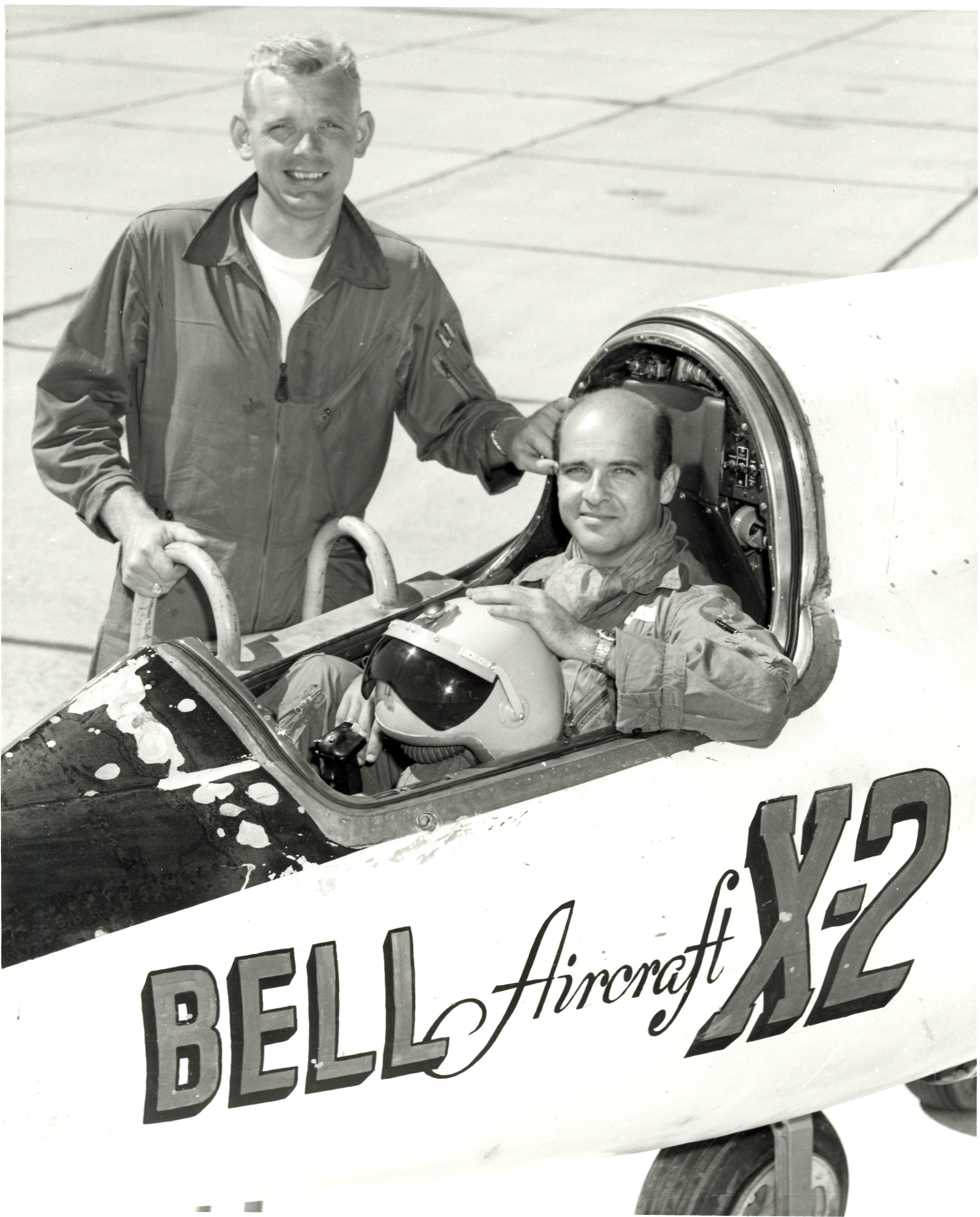
Apt (en cabina) y Kincheloe.

## Vida personal
Al momento de su muerte, el piloto Apt estaba casado y tenía dos hijas, de dos y seis años. Una de las hijas de Apt, Sharman Apt Russell, creció y se convirtió en escritora. En una obra relató sobre el significado de la muerte de su padre en un ensayo escrito en el libro Songs of the Fluteplayer (Canciones del flautista, traducido al español).

## Libros con historias de Milburn G. Apt
- Anderson, John (2014), X-15: The World's Fastest Rocket Plane and the Pilots Who Ushered in the Space Age, Minneapolis [Minnesota], ISBN 978-0-7603-4445-3, OCLC 827257244.
- Day, Richard E. (1997), Coupling Dynamics in Aircraft: A Historical Perspective, NASA, archivado desde el original el 11 de noviembre de 2020, consultado el 27 de septiembre de 2024.
- Davies, Peter E. (2017), Bell X-2., London: Bloomsbury Publishing Plc, ISBN 978-1-4728-1959-8, OCLC 1021807198.
- Hallion, Richard P. (1984), On the Frontier: Flight Research at Dryden, 1946–1981, Washington, DC: NASA, pp. 87-98.
- Jenkins, Dennis R. (2000), Hypersonics Before the Shuttle: A Concise History of the X-15 Research Airplane, Washington, DC: NASA.
- Merlin, Peter W.; Moore, Tony (2008), X-plane Crashes, North Branch, MN: Specialty Press, ISBN 978-1-58007-121-5, OCLC 213447807.
- Miller, Jay (2001), The X-planes: X-1 to X-45 (3rd edición), Hinckley [England]: Midland Pub, ISBN 1-85780-109-1, OCLC 47726721.
- Van Pelt, Michel (2012), Rocketing into the Future: The History and Technology of Rocket Planes, New York: Springer, ISBN 978-1-4614-3200-5, OCLC 795707071.